# Seč u Blovic
Seč (deutsch Setsch) ist eine Gemeinde mit 276 Einwohnern in Tschechien. Sie liegt zwei Kilometer westlich der Stadt Blovice und gehört dem Okres Plzeň-jih an. Die Katasterfläche beträgt 334 ha.

## Geographie
Seč befindet sich in 400 m ü. M. am linken Talhang des Podhrázský potok, der im Ort den Mlýnský rybník speist. Westlich des Dorfs kreuzen sich die Staatsstraßen 20 von Pilsen nach Nepomuk und 178 von Blovice nach Přeštice.
Nachbarorte sind Vlčtejn, Chlumánky und Zdemyslice im Norden, Blovice im Osten, Komorno im Südosten, Chocenická Lhota im Süden, Chocenický Újezd im Südwesten, Únětice im Westen sowie Chlum im Nordwesten.

## Geschichte
Die erste urkundliche Erwähnung von Seč stammt aus dem Jahre 1319. 1384 wurde die Kirche Mariä Himmelfahrt erbaut. Im 16. Jahrhundert entstand eine Feste, die 1760 zu einem Speicher umgebaut worden ist.
1691 erhielt die Kirche eine neue Ausstattung.

## Gemeindegliederung
Für die Gemeinde Seč sind keine Ortsteile ausgewiesen.

## Sehenswürdigkeiten
- Kirche der Jungfrau Mariä Himmelfahrt
- Denkmal für die Opfer des Ersten Weltkrieges